# Kalanchoe yunnanensis
Kalanchoe yunnanensis ist eine Pflanzenart der Gattung Kalanchoe in der Familie der Dickblattgewächse (Crassulaceae).

## Beschreibung

### Vegetative Merkmale
Kalanchoe yunnanensis ist eine vermutlich ausdauernde Pflanze, die Wuchshöhen von 40 bis 60 Zentimeter erreicht. Ihre an der Basis verdickten Triebe werden mit der Zeit glauk. Die Laubblätter sind gestielt. Der auf der Oberseite gefurchte Blattstiel ist an seiner Basis stängelumfassend. Er ist etwa 2 Zentimeter lang. Die schmal längliche bis länglich eiförmige Blattspreite ist 7 bis 10 Zentimeter lang und 2 bis 4 Zentimeter breit. Ihre Spitze ist eiförmig, die Basis stumpf. Der Blattrand ist ganzrandig bis leicht buchtig.

### Generative Merkmale
Der Blütenstand ist ebensträußig, 8 bis 12 Zentimeter lang und etwa 8 Zentimeter breit. Die kahlen, gelben, aufrechten Blüten stehen an 1 bis 5 Millimeter langen Blütenstielen. Sie sind 22 bis 24 Millimeter lang. Ihre Kelchröhre ist kurz und die dreieckig-linealischen Kelchzipfel braun. Die Blütenkrone ist ampullenförmig und ihre Kronröhre zur Basis hin erweitert. Ihre eiförmigen Kronzipfel sind zugespitzt. Die Staubblätter sind oberhalb der Mitte der Kronröhre angeheftet. Die eiförmigen Staubbeutel sind fast speerförmig. Das ziemlich lang verschmälerte Fruchtblatt weist eine Länge von etwa 7 Millimeter auf. Der Griffel ist etwa 7 Millimeter lang.

## Systematik und Verbreitung
Kalanchoe yunnanensis ist in China verbreitet.
Die Erstbeschreibung durch François Gagnepain wurde 1916 veröffentlicht. Die Art ist nur unzureichend bekannt.

## Nachweise